# Borung Highway
La Borung Highway ( entre Dimboola et Donald et  entre Donald et Charlton) est une route longue de 140 kilomètres en milieu rural dans l'ouest du Victoria en Australie. De direction sensiblement est-ouest, elle relie Dimboola à l'ouest à Charlton à l'est. La route ne sert pratiquement qu'à relier les villages de la région entre eux et est plus chargée entre les villes de Donald et de Charlton (à l'exception du tronçon commun avec la Sunraysia Highway au nord-ouest de Donald).
Les caractéristiques les plus remarquables de la route sont son caractère champêtre et l'apparition surprenante de lacs parmi les collines ondulantes. Les "Bulokes" (Allocasuarina luehmannii) qui ont donné leur nom au comté de Buloke sont des arbres que l'on voit régulièrement le long du tronçon est de la route.